# Philippe-Auguste de Sainte-Foy
Philippe-Auguste de Sainte-Foy, chevalier d'Arcq (ou d'Arc), dit le « comte de Sainte-Foy », né à Paris le 20 juillet 1721, mort à Paris le 5 février 1795, est un militaire et homme de lettres français du XVIIIe siècle.
Après une courte mais brillante carrière militaire dans la cavalerie, ce petit-fils de Louis XIV a mené une vie brillante de littérateur, notamment pour ses essais abordant plusieurs aspects de la société de la fin du XVIIIe siècle. Exilé par Louis XVI à Montauban, il rejoint Paris durant la Révolution et correspond avec plusieurs protagonistes de la Convention. Sa correspondance et le témoignage des Conventionnels le sauvent du tribunal révolutionnaire.

## Biographie

### Naissance et jeunesse
Philippe-Auguste de Sainte-Foy est le fils naturel de Louis-Alexandre de Bourbon, Comte de Toulouse et Amiral de France, lui-même fils légitimé de Louis XIV et de Madame de Montespan. Sa mère est Madeleine Aumont, une femme d'origine modeste. Philippe-Auguste de Sainte-Foy est donc un petit-fils du Roi-Soleil. Son acte de baptême (du 22 juillet 1721 en la paroisse Saint-Eustache, à Paris) le donne pour fils de Louis-Alexandre de Sainte-Foy, officier de marine (nom et fonction d'emprunt du père). Il est élevé dans l'entourage paternel et reçoit une éducation très soignée. Par testament, il reçoit une rente annuelle de 12 000 livres,.

### Carrière militaire du chevalier d'Arcq
Il entre dans la première compagnie de mousquetaires du roi, sous le nom de chevalier d'Arcq (une terre relevant du Duché-Pairie de Château-Villain, en Champagne). Puis, il reçoit le brevet de capitaine d'une compagnie de cavalerie.
Il participe à la guerre de Succession d'Autriche (1740-1748), en tant que capitaine au régiment Royal-Cravates cavalerie. Il prend ainsi part, lors de ce conflit, à la bataille de Dettingen (27 juin 1743) puis à celle de Fontenoy (11 mai 1745), avant d'être remarqué en accomplissant une périlleuse action d'éclat durant la bataille de Lauffeld (2 juillet 1747). Il quitte la carrière militaire après le traité d'Aix-la-Chapelle (1748).

### Vie littéraire et mondaine du chevalier d'Arcq
Dans les années suivantes, le chevalier d'Arcq se consacre à l'écriture (romans et essais). Son travail le plus important est intitulé La Noblesse militaire ou le Patriote français de 1756, écrit en réplique au livre La Noblesse commerçante, de l’abbé Coyer. Le chevalier d'Arcq est partisan d'instaurer l'exclusivité de la vocation militaire de la noblesse, contrairement aux suggestions de l'abbé. Il est également favorable à l'établissement d'une concordance entre le titre nobiliaire et le mérite militaire. Il propose enfin que les citoyens roturiers accèdent à la noblesse personnelle selon leurs états de service. Cet essai fait grand bruit à sa publication. De 1756 à 1758, il participe au Journal étranger.
En parallèle à ses activités littéraires, il mène une vie luxueuse et galante très dispendieuse. Il est également l'amant et le protégé de Marie-Madeleine de Cusacque, comtesse de Langeac, à l'époque où celle-ci est également la maîtresse officielle du comte Louis Phélypeaux de Saint-Florentin, ministre d'État de Louis XV. Le chevalier d'Arcq organise des fêtes très coûteuses. Celle du 3 août 1767 est restée célèbre pour le récit attribué à Bachaumont dans les Mémoires secrets.
À la fin de son règne, le roi Louis XV attribue au comte de Sainte-Foy une nouvelle pension de 12 000 livres. Le comte de Provence (le futur Louis XVIII) le nomme "Premier Fauconnier" de sa Maison.

### Chicanes, procès et vieillesse
En 1772, il épouse une roturière, ancienne comédienne, Anne-Marie Richard, qui est déjà la mère de sa fille, Marie-Louise-Sophie de Sainte-Foy (née le 13 septembre 1756 et décédée le 24 janvier 1795). Dès lors, il est abandonné par son demi-frère, Louis-Jean-Marie de Bourbon, duc de Penthièvre, ainsi que par la Cour. En mai 1775, il est contraint d'engager la pension qu'il tenait de son père pour apaiser les créanciers. Dans les années qui suivent, le chevalier d'Arcq produit onze mémoires de réclamations contre son frère. En décembre 1785, celui-ci obtient du roi Louis XVI une mesure d'exil contre le remuant comte de Sainte-Foy, d'abord à Tulle, puis, pour des raisons de santé, à Montauban.
De 1787 à 1790, le comte de Sainte-Foy publie de nombreux essais sur les maux de la société du XVIIIe siècle, les solutions qu'il propose, les avertissements qu'il prodigue sur l'évolution des événements. Nous connaissons ses tristes conditions de vie grâce à ses démêlés avec l'administration fiscale et à des reconnaissances de dette.
Fin 1792, il est de nouveau à Paris, où il doit comparaître devant le Tribunal criminel, accusé « d'avoir trempé dans les conspirations de la cour ». Sa correspondance avec le général Dumouriez, citée de mémoire par Bertrand Barère, Président en fonction de la Convention, l'innocente complètement. Sur les deux années qui suivent, nous ignorons tout, sauf qu'il habite avec sa fille à Paris, 181, faubourg du Roule.
Il meurt douze jours après sa fille,.

## Œuvres du chevalier d'Arcq
- Lettres d'Osman. 1753

Histoire du commerce, 1758 (Fondazione Mansutti, Milano).

- Le Roman du jour, pour servir à l'histoire du siècle, Londres. 1754
- Le Palais du Silence. 1754
- Mes Loisirs. 1755
- Apologie du genre humain. 1756
- La Noblesse militaire, ou le Patriote français opposé à la noblesse commerçante. 1756
- Histoire générale des guerres (deux tomes parus). 1756
- Histoire du commerce et de la navigation des Anciens et des Modernes. 1758
- Essais sur l'Administration. 1787
- Invitation à ma Patrie en faveur de l'Humanité souffrante. 1789
- De la convocation des États Généraux. 1789
- Prospectus ou Idée sommaire (sur la rente). 1789
- Projet d'une Contribution nationale. 1789
- Mémoire présenté à l'Assemblée nationale. 1789
- Observations (sur le nouvel ordre des choses). 1789
- Mémoire à consulter et Consultation (sur les démêlés avec le duc de Penthièvre). 1790

## Fiction
Le chevalier d'Arcq est l'un des protagonistes du roman de Mary Lafon, La Bande mystérieuse, Paris 1863.